# Ещё один день
«Ещё оди́н день» — второй студийный альбом российской хеви-метал группы «Чёрный Обелиск», который был издан на виниле лейблом Alien Records 20 июля 1992 года, в 1994 году был переиздан на CD фирмой BSA Records.

## Об альбоме
Материал данного альбома изначально был записан в 1991 году с англоязычными текстами для демо «One more day», предназначенного для западных лейблов. В 1992 году у группы появилась возможность выпустить виниловую пластинку, и для неё эти композиции были переделаны и перезаписаны, теперь уже с текстами на русском языке. Демо содержало 8 песен, но в пластинку из-за ограничений по времени вошли только 7. Композиция «Better Be High» в 1994 году вошла в альбом «Я остаюсь» под названием «Новая жизнь».
Этот альбом сильно отличается от предыдущих записей группы. Под влиянием альбома «Metallica» 1991 года Анатолий Крупнов решил сделать песни медленнее. Помимо металлических риффов, в музыке появились «чистые» фанковые гитарные партии, и в целом звучание стало легче. Во многих местах нестандартно использовалась бас-гитара, иногда Крупнов играет слэпом. Тексты песен в довольно конкретной форме рассказывают об окружающей действительности, в отличие от предыдущих записей, где они были в основном символическими. В одном из интервью того периода Крупнов назвал альбом «злым и веселым» .
Многие поклонники группы были удивлены таким резким изменением стиля, некоторые даже обвиняли группу в "попсовости". Однако альбом получил очень хорошие рецензии в музыкальной прессе, и сегодня считается одной из лучших работ группы.
Анатолий Крупнов об альбоме:
«Зачем переигрывать заново то, что уже было раньше? Я сознательно вычищал из нового ОБЕЛИСКА то, что было в старом. Да, «Ещё один день» получился легче всех предыдущих альбомов (я специально шёл к этому), но он получился гораздо жёстче и ритмичнее. Наивно полагать, что не будь перерыва в два года (1988-1990), то ЧО продолжал бы работать в старом ключе. Нет, я все равно логически пришёл бы к «Ещё одному дню»... А все эти обвинения в «коммерции» и «попсовизации»... Разве «Война» или «Здесь и сейчас», или «Дорога в никуда» - не тяжёлые вещи? Да, мы здорово изменились - и мне это нравится...»
На песни из альбома было снято два видеоклипа. Первый был сделан на песню «Дорога в никуда» на основе концертных и закулисных съемок, произведенных 13 ноября 1992 года в ДК им. Горбунова, а второй клип - к композиции «Ещё один день (День прошёл, а ты всё жив)», куда вошли фрагменты московского концерта в рамках тура «Монстры Рока по руинам Империи Зла» и отдельная досъемка на одной из фабрик церемониальных принадлежностей города Москвы. Оба клипа были смонтированы Ильей Конденковым при непосредственной помощи Олега «Оззи» Вдовина. Готовился и ещё один клип к композиции «Убей их всех», но, когда он был отснят и практически смонтирован, видеокассета была при загадочных обстоятельствах похищена из студии.
Материал был ремастирован и переиздан в 2002 году на компакт-диске лейблом CD-Maximum.

## Список композиций
Слова и музыка - Анатолий Крупнов, кроме 3 - музыка Ермакова/Билошицкого, и 9 - слова  Верхарна.
| №  | Название                                    | Текст песни | Длительность |
| -- | ------------------------------------------- | ----------- | ------------ |
| 1. | «Город в огне»                              | Крупнов     | 4:40         |
| 2. | «Дорога в никуда»                           | Крупнов     | 4:54         |
| 3. | «Дом жёлтого сна»                           | Крупнов     | 4:18         |
| 4. | «Убей их всех»                              | Крупнов     | 5:10         |
| 5. | «Война»                                     | Крупнов     | 9:49         |
| 6. | «Здесь и сейчас»                            | Крупнов     | 5:57         |
| 7. | «Ещё один день (День прошёл, а ты всё жив)» | Крупнов     | 5:35         |

| №  | Название                               | Длительность |
| -- | -------------------------------------- | ------------ |
| 8. | «Город в огне» (альтернативная версия) | 4:40         |
| 9. | «Меч» (концерт)                        | 6:46         |

## Участники записи
- Анатолий Крупнов - бас-гитара, вокал
- Юрий Алексеев - гитара, вокал
- Игорь Жирнов - гитара
- Владимир Ермаков - ударные